# 鈴木M族引擎
鈴木M族引擎是2000年代日本鈴木公司研發的往復式汽油引擎，屬於直列四缸、DOHC、16汽門的結構設計。

## 概要
2000年1月隨著第一代鈴木Swift上市而發表M13A型，屬於鈴木G族引擎的後繼產品。基本共通構造為水冷式直列四缸DOHC 16汽門，且為多點燃油噴射（multi-point fuel injection）。日規版全部採VVT可變汽門正時，外銷版本則視車型而定。2009年5月隨著第一代SX4小改款，M15A型改為可變吸氣系統。為了輕量化，汽缸體以鋁合金打造。此族引擎最大的特徵是，先以螺絲固定汽缸蓋和橡膠汽缸蓋墊片（二者為假治具）後，在歪斜的狀態下精密加工，最後再鎖上正規的汽缸蓋和橡膠汽缸蓋墊片；這種特殊手法乃是為了缸徑真圓度、降低振動噪音、提高燃油效率。

## M13A型
排氣量1,328c.c.的M13A型引擎，缸徑78.0mm、衝程69.5mm，壓縮比9.5：1，可分成含VVT及無VVT兩種亞型。馬力輸出則依調校程度分為：
1. 最大馬力88ps / 6,000rpm、扭力峰值12.0kgf-m / 3,400rpm。
2. 最大馬力91ps / 6,000rpm、扭力峰值12.0kgf-m / 4,000rpm。

車型：
1. 2000年-2008年：鈴木Ignis
2. 2000年-2010年：鈴木Solio
3. 2000年迄今：第三代鈴木Jimny（JB43型）
4. 2001年-2007年：鈴木Liana（歐洲）
5. 2001年-2008年：雪佛蘭Cruze（英语：Chevrolet Cruze）
6. 2003年-2010年：雪佛蘭MW（日语：シボレー・MW）

## M13AA型
M13AA型的基本構造和M13A型相同，具有VVT可變氣門正時技術，重新調校後可輸出最大馬力84ps / 6,000rpm、扭力峰值11.2kg·m / 4,100rpm。此型引擎使用於2001年後在日本上市、2005年後在西班牙上市的鈴木Jimny。

## M15A型
排氣量1,490c.c.的M15A型引擎，缸徑78.0mm、衝程78.0mm，壓縮比9.5：1、10.0：1（2009年5月以降）、11.0：1（第一代Swift Sport高辛烷值車型），可分成含VVT及無VVT兩種亞型。馬力輸出則依調校程度分為：
1. 最大馬力115ps / 6,400rpm、扭力峰值14.6kgf-m / 4,100rpm。
2. 最大馬力110ps / 6,000rpm、扭力峰值14.6kgf-m / 4,000rpm。
3. 最大馬力111ps / 6,000rpm、扭力峰值14.8kgf-m / 4,400rpm（可變吸氣系統）。

車型：
1. 2000年-2008年：鈴木Ignis
2. 2001年-2008年：雪佛蘭Cruze（英语：Chevrolet Cruze）
3. 2001年-2007年：鈴木Liana
4. 2006年迄今：鈴木SX4

## M16A型
M16A型的排氣量是1,586c.c.，缸徑78.0mm、衝程83.0mm，壓縮比10.5：1（鈴木Escudo高辛烷值車型）、11.1：1（第二代Swift Sport高辛烷值車型），可分成含VVT及無VVT兩種亞型。馬力輸出則依調校程度分為：
1. 最大馬力106ps / 5,900rpm、扭力峰值14.8kgf-m / 4,100rpm。
2. 最大馬力117ps / 6,000rpm、扭力峰值14.4kgf-m / 4,400rpm。
3. 最大馬力125ps / 6,800rpm、扭力峰值15.1kgf-m / 4,800rpm。
4. 最大馬力136ps / 6,900rpm、扭力峰值16.3kgf-m / 4,400rpm。

車型：
1. 2001年-2007年：鈴木Liana（歐洲）
2. 2005年-2008年：第三代鈴木Escudo
3. 2005年迄今：第二、三代鈴木Swift Sport
4. 2006年迄今：鈴木SX4
5. 2006年-2014年：飛雅特Sedici（英语：Fiat Sedici）
6. 2014年迄今：鈴木Alivio
7. 2015年迄今：第四代鈴木Escudo

## M18A型
M18A型的排氣量是1,796c.c.，缸徑83.0mm、衝程83.0mm，壓縮比9.6：1，具有VVT可變汽門正時機構，可輸出最大馬力125ps / 5,500rpm、最大扭力17.3kgf-m / 4,200rpm。車型：
1. 2001年-2007年：鈴木Liana

## 內部連結
- 鈴木引擎列表

## 外部連結
- （日語）スズキ：M15A型エンジン
- （日語）スズキ：M16A型エンジン
- （日語）Ｍ型エンジンの開発